# République du Canada

Le drapeau de la République du Canada (les deux étoiles représentent le Haut et le Bas-Canada)

La république du Canada est un gouvernement provisoire proclamé par William Lyon Mackenzie le 13 décembre 1837. Le gouvernement est établi sur l'île Navy, sur le fleuve Niagara dans les jours qui suivirent la rébellion du Haut-Canada après que Mackenzie et 200 de ses sympathisants fuient Toronto.
Le 29 décembre, le commandant de la Royal Navy Andrew Drew et sept embarcations remplies de miliciens Canadiens traversent la Niagara à Fort Schlosser. Ils capturent le bateau à vapeur américain Caroline utilisé par Mackenzie et les rebelles sur l'île Navy (affaire du Caroline). Les hommes de Drew détachent les amarres du navire et le laissent dériver vers les chutes du Niagara. Un Américain resté à bord du bateau est tué.
Le 13 janvier 1838, Mackenzie abandonne l'île Navy sous le feu nourri des troupes britanniques. Il s'enfuit à Buffalo (New York) où il est incarcéré pendant 18 mois pour violation des lois de neutralité entre les États-Unis et l'Empire britannique.